# 維氏脊項弱棘魚
維氏脊項弱棘魚，為輻鰭魚綱刺尾鯛目弱棘魚科脊項弱棘魚屬的其中一種，分布於西南大西洋區，包括烏拉圭、阿根廷、巴西海域，棲息深度80-540公尺，體長可達107公分，為底棲性魚類，屬肉食性，生活習性不明。